# Scha’ul Jahalom

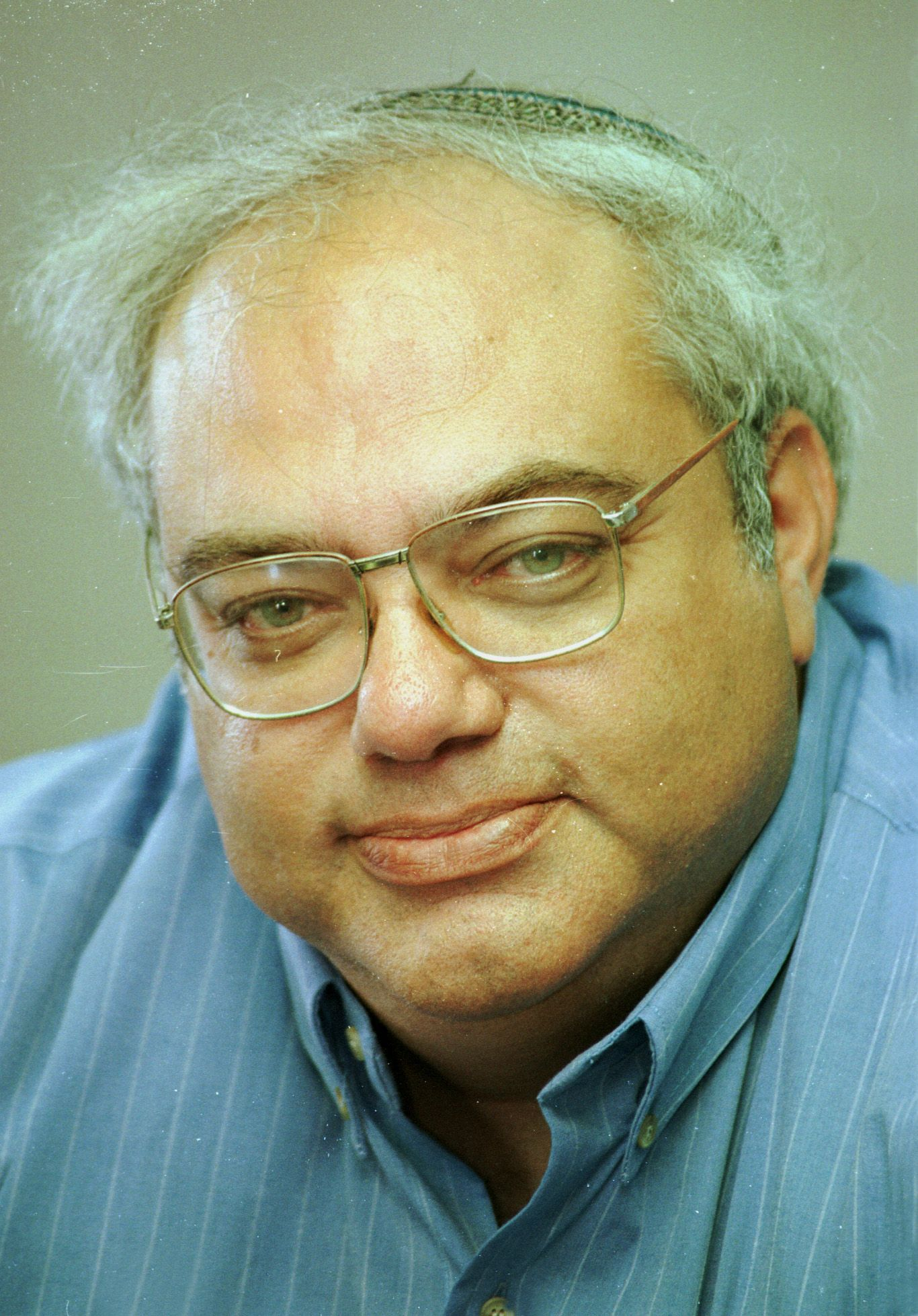
Scha’ul Jahalom

Scha’ul Jahalom (hebräisch שאול יהלום‎; * 27. September 1947 in Tel Aviv) war von 1992 bis 2006, von der  13. bis zur 16. Legislaturperiode, Knessetabgeordneter der Nationalreligiösen Partei, von 1998 bis 1999 war er israelischer Verkehrsminister.

## Leben
Er studierte Erziehung und Wirtschaft an der Bar-Ilan-Universität mit Abschluss BA und arbeitete anschließend als Journalist.
1987 wurde er der Generalsekretär der Nationalreligiösen Partei, eine Position, die er bis 1995 innehatte. Er ist Vorstandsmitglied des Universitätszentrums Ariel in Samarien.
Er ist verheiratet und hat vier Kinder.